# 兵庫県立星陵高等学校
兵庫県立星陵高等学校（ひょうごけんりつ せいりょうこうとうがっこう）は、兵庫県神戸市垂水区星陵台にある県立高等学校。

## 沿革

### 兵庫県立神戸商業学校
- 1878年　兵庫県八部郡神戸町（現 神戸市中央区北長狭通四丁目40番地）に神戸商業講習所開校（その後、兵庫県立神戸商業学校、兵庫県立第一神戸商業学校と改称）
- 1932年　兵庫県立第一神戸商業学校が星陵台（現：星陵高校校地）に移転

### 兵庫県立第四神戸中学校
- 1941年4月10日　兵庫県立第四神戸中学校、神戸市神戸区の市立北長狭小学校（現在の神戸市立生田中学校の地）内に開校
- 1944年4月1日　垂水区高丸陵(現在の神戸市立垂水中学校の地)に移転
- 1946年2月3日　火災により全校舎焼失　第一神戸商業学校に一時的に間借り
- 1946年6月24日　応急校舎完成　高丸陵校地に復帰

### 統合
- 1948年4月1日　学制改革により、第一神戸商業学校が第一神戸商業高等学校に、第四神戸中学校が垂水高等学校に改称
- 1948年5月13日　第一神戸商業高等学校と垂水高等学校の統合が決定　垂水高が星陵台の県商校舎に移転する
- 1948年9月1日　第一神戸商業高等学校と垂水高等学校が統合され、普通科と商業科を併置する兵庫県立星陵高等学校が発足（なお、旧両校の校長ともが離任し新校長が就任したのは同年11月1日で、1950年からこの日を創立記念日としている[1]）
- 1949年4月1日　女子生徒が入学（星陵4回生）し男女共学となる

1948年4月1日の学制改革に際しては、第一神戸商業高校・垂水高校ともに旧制に引き続き男子校であり、そのまま同年9月1日に統合し星陵高校となったため、男女共学化は、翌1949年の小学区制実施に伴い女子生徒が入学した際に実現している。ちなみに、垂水高校の近所には県立第四神戸女子高校（県四高女）が歌敷山にあったが、県四高女は垂水高校よりもはるかに遠距離にある県立第二神戸高校（旧制神戸二中）に移転・統合し兵庫県立兵庫高等学校となった。この経緯として、垂水高校が創立から5年程度という比較的歴史の浅かったことに加え、1946年2月に校舎を焼失したことから、県四高女との統合を構想しつつも受け入れられる状態になく破談となり、当初は在校生の卒業をもって廃校にする予定があったとされている。学校の存続を模索するなかで、第二神戸高校との統合を拒否した第二神戸女子高校（現：兵庫県立夢野台高等学校）への統合を生徒側が望むも、県当局より「垂水から旧制中学＝新制普通科高校がなくなるのは好ましくない」とされ、立ち消えとなる。その後、公立高校の総合制化を受け、同じく垂水区内にあった第一神戸商業高校が普通科新設に代えて垂水高校を吸収することになり、垂水高校側から見ればようやく独自の校舎を持つことになったうえ、学校自体が一転存続することになった。
- 1958年11月1日　星陵高校創立記念日、「創立80周年記念式典」挙行（当時の星陵高校では1948年を学校創立年としていたが、そのうえで、この年は県商80周年・四中17周年・星陵10周年を“代表して”80周年として実施。この状態が1962年の学校分離まで続く）

### 普商分離
- 1962年　星陵高校商業科は生徒募集を停止し、隣接した校地に兵庫県立神戸商業高等学校が新設される。

1949年時点で、小学区制・総合制によって星陵高校は普通科・商業科とも、垂水区内のみから進学できる高校となった。その後、小学区制が見直され「神戸第3学区」となった際、（学区内に長田高校・須磨高校もあった）普通科に対して、商業科は学区全域から入学する傾向になった。さらに、伝統ある「県商」“復活”の気運が卒業生（神商同窓会）や神戸商工会議所を中心に活発化したこと、垂水区内の人口増加を受けて普通科定員の増大が課題となったことも後押しとなり、「普商分離」が行われることになった。協議の結果、星陵高校は維持したうえ、1962（昭和37）年度から商業科の募集を停止（1964年3月に商業科の全生徒が卒業し普通科単独校となった）、商業科単独校の県立神戸商業高校が現在地に新設され、神戸市内全域から生徒を募集した。

本校の学校自体の誕生はこの経緯ゆえに1878年にさかのぼるが、普商分離後は商業学校の流れを一切分離し神戸四中のみを前身とする1941年の創立とみなすようになった（県商側が創立を1878年とみなしている。また、普商分離以前星陵高校では学校創立年を1948年としていた）。同窓会組織については、四中同窓会・財団法人神商同窓会・星陵同窓会があったが普商分離の際に神商同窓会は県商に帰属（星陵とは離別）、その後四中同窓会と星陵同窓会は統合した（したがって星陵商業科卒業生は、普通科卒業生と同様に星陵同窓会の会員である。ただし、神商同窓会に参加することも可能となっている）。
第一神戸商業学校以来の校舎は1990年代前半に全面的に改築された。なお、この改築の間、本校は一時的に、当時隣接地に残っていた旧神戸商科大学の建物に移転している。
- 2004年4月1日　特色選抜の「生命科学類型」が設置された。

## 校章・校歌
- 校章は1949年に制定され、県立第一神戸商業高校（旧県商）の校章と県立垂水高校（垂高）の校章とを意匠統合したものである。なお、この校章の「髙」2画め左右両端の丸みを尖らせて角取り半円形の下端巻き込みをやや小さくしたものが垂高の校章で、これは、神戸四中の校章の輪郭に「髙」の文字をはめたものである。また、（2画め両端の丸みや下端巻き込みにいたった曲線的意匠を持っている）旧県商の校章は、現在の兵庫県立神戸商業高等学校（県商）の校章と同一である。
- 校歌は、旧制から移行した新制高校には珍しい、オーケストラが原曲となっている。日本最古の商業高校の歴史を有する旧県商の伝統を汲む高校であることをオーケストラの校歌とすることで表現したと、校歌制定当時に説明されている。

## 教育目標
- 生徒一人ひとりのニーズに応じた学習指導の徹底を図る
- 震災に学び、人間尊重の精神に基づく教育の充実を図る
- 進路指導の充実深化を図る
- 国際性を涵養し、共生と自主責任の心を育てる
- 恵まれた教育環境を教育活動に生かす

## 著名な教員
- 梶和三郎 - 校長（灘中学校・高等学校第3代校長）

## 出身者
- 有田恵子（元千葉県旭市議会議員、実業家、歌手）
- 石阪春生（洋画家、旧制兵庫県立第四中学校卒）
- 井上堯之（ミュージシャン）
- 井上慶太（棋士、中退）
- 生田敬太郎（ミュージシャン）
- 岸本哲也（経済学者、神戸大学名誉教授）
- 西尾維新（作家）
- 上田崇順（毎日放送アナウンサー）
- 内橋克人（評論家）
- 桂右團治（落語家）
- 駒田健吾（TBSアナウンサー）
- 南部靖之（パソナグループ創業者）
- 古市忠夫（ゴルフ）
- 山田誉子（タレント)
- 堀江美里（陸上）
- 弘津悠（ラグビー）
- 山本佳希（俳優）
- 菅谷俊二（オプティム 代表取締役社長）